# Paul Annacone
Paul Annacone (Southampton, Nueva York, Estados Unidos, 20 de marzo de 1963) es un exjugador profesional de tenis que en su carrera conquistó 3 títulos de individuales y 14 de dobles, especialidad en la que ganó el Abierto de Australia en 1985. Fue durante 3 años hasta el 12 de octubre de 2013 el entrenador del tenista suizo Roger Federer, con quien rompió una vez finalizada su participación en el Masters de Shanghái donde perdió en tercera ronda frente al jugador francés Gaël Monfils.

## Torneos de Grand Slam

### Campeón Dobles (1)
| Año  | Torneo               | Pareja               | Oponentes en la final      | Resultado       |
| 1985 | Abierto de Australia | Christo van Rensburg | Mark Edmondson Kim Warwick | 3-6 7-6 6-4 6-4 |

### Finalista Dobles (1)
| Año  | Torneo  | Pareja        | Oponentes en la final       | Resultado   |
| 1990 | US Open | David Wheaton | Pieter Aldrich Danie Visser | 2-6 6-7 2-6 |

## Títulos ATP

### Individual (3)
| Legend                 |
| Grand Slam (0)         |
| Tennis Masters Cup (0) |
| ATP Masters Series (0) |
| Grand Prix (3)         |

| N.º | Fecha              | Torneo                  | Superficie | Oponentes      | Resultado                  |
| --- | ------------------ | ----------------------- | ---------- | -------------- | -------------------------- |
| 1.  | septiembre de 1985 | Los Ángeles, California | Dura       | Stefan Edberg  | 7–6(5), 6–7(8–), 7–6(4)    |
| 2.  | octubre de 1985    | Brisbane, Australia     | Carpet     | Kelly Evernden | 6–3, 6–3                   |
| 3.  | octubre de 1989    | Viena, Austria          | Carpet     | Kelly Evernden | 6–7(5), 6–4, 6–1, 2–6, 6–3 |

#### Finalistas (3)
| N.º | Fecha           | Torneo                            | Superficie | Oponentes    | Resultado           |
| --- | --------------- | --------------------------------- | ---------- | ------------ | ------------------- |
| 1.  | abril de 1985   | Atlanta, Georgia                  | Carpet     | John McEnroe | 6–7(2), 6–7(5), 2–6 |
| 2.  | octubre de 1985 | Melbourne, Australia              | Carpet     | Marty Davis  | 4–6, 4–6            |
| 3.  | julio de 1985   | Stratton Mountain, Estados Unidos | Carpet     | Andre Agassi | 2–6, 4–6            |